# Олёнка (река, впадает в Баренцево море)
Олёнка (в верхнем течении — Больша́я Олёнка) — река на Кольском полуострове Мурманской области России. Относится к бассейну Баренцева моря.

## Расположение
Расположена в северной части Кольского полуострова. Истоки реки находятся в северной части озера Суэлъявр, откуда Олёнка течёт на северо-восток и впадает в Баренцево море на Мурманском берегу чуть западнее губы Захребетной. К югу от устья Олёнки лежит остров Большой Олений. По пути Олёнка протекает через несколько озёр, в том числе — Нухчкульявр и Мурвейявр.

## Описание
Длина Олёнки составляет 32 километра. Водосборная площадь — 491 км². Высота истока — 240,3 м над уровнем моря. Ширина реки в разных местах замеров достигает 20-60 метров, однако, местами Олёнка разливается, образуя небольшие более широкие озёра.
Олёнка течёт по скалистой, частично заболоченной местности с редкой тундровой растительностью. Высота прилегающих сопок достигает 80-150 метров в нижнем течении и 320—340 метров — в верхнем. Крупнейшие из них — Невская (319,2 м), Мурвейявр (338,5 м), горы Ромасъяврпакх (до 255,4 м), Коршун (152 м), Волчьи горы (до 204 м), Горелая (174 м), Сторублёвая (124,4 м).
Скорость течения реки — до 1,0 м/с. По всей протяжённости Олёнки лежит множество порогов, водопадов и небольших островов. Самый крупный водопад — Большой Падун, имеет 4 метра в высоту.

### Речная система Олёнки
От истока
← Левый приток → Правый приток
← Малая Олёнка
→ Каменная

## История
Населённых пунктов на реке нет, чуть восточнее устья Олёнки находятся развалины заброшенного населённого пункта Захребетное, основанного здесь как становище поморов в 1894 году. В посёлке проживало 8 человек в 1926 году и 167 человек в 1938 году. В советское время в Захребетном находился рыболовецкий колхоз «Свободный Мурман», функционировало рыбообрабатывающее предприятие, действовала начальная школа, амбулаторная и почта, существовала телефонная связь. В 1962 году посёлок был ликвидирован.
Устье Олёнки пересекает зимник, ведущий от бывшего посёлка вдоль побережья Баренцева моря на северо-запад до автомобильной дороги на посёлок городского типа Туманный и посёлок Дальние Зеленцы.